# 連行
| ウィキペディアには「連行」という見出しの百科事典記事はありません（タイトルに「連行」を含むページの一覧/「連行」で始まるページの一覧）。 代わりにウィクショナリーのページ「連行」が役に立つかもしれません。 |